# فروشگاه دیزنی
فروشگاه دیزنی (به انگلیسی: Disney Store) یک زنجیره بین‌المللی از فروشگاه‌های تخصصی است که فقط اقلام مرتبط با دیزنی را به فروش می‌رساند که بسیاری از آنها انحصاری تحت نام خود و دیزنی اوت‌لت هستند. فروشگاه دیزنی یک واحد تجاری از دیزنی کاستومر پراداکتس با بخش پارک‌ها، تجربیات و محصولات دیزنی از مجموعه شرکت والت دیزنی بود.
فروشگاه دیزنی اولین فروشگاه سرگرمی یا خرده فروشی بود. این شرکت چندین فروشگاه زنجیره ای را فراتر از فروشگاه‌های زنجیره ای دیزنی پرچمدار خود مانند فروشگاه ای‌اس‌پی‌ان و رستوران کوتاه مدت آشپزخانه میکی اداره کرده بود. در حال حاضر، این شرکت فروشگاه‌های مستقل، کودک دیزنی، گالری دیزنی و فواره سودا و فروشگاه استودیو دیزنی را اداره می‌کند. فروشگاه دیزنی شریک دیزنی در هارودز بود که شامل یک سالن بوتیک بیبیدی بوبیدی بود.
فروشگاه‌های آمریکای شمالی از سال ۲۰۰۴ تا ۲۰۰۸ تحت مالکیت و اداره شرکت فرعی مکان کودکان از هوپ هلندیگز بودند. شرکت زیرمجموعه اورینتال لند مالک و اداره‌کنندهٔ فروشگاه‌های ژاپنی از سال ۲۰۰۲ تا ۲۰۱۰ بود. از سال ۲۰۱۲، بخش‌های دیزنی در جی. سی. پنی در حدود ۵۲۰ مکان پنی وجود دارد. در هند، دو زنجیرهٔ دارای مجوز، جین‌های دیزنی و هنرمند دیزنی، به ترتیب تحت مالکیت و اداره پوشاک ایندوس و شرکت راوی جیپوریا هستند. در نمایشگاه دی۲۳ در ۲۰۱۹، اعلام شد که بخش‌های دیزنی در فروشگاه‌های تارگت در سراسر ایالات متحده از اکتبر قبل از انتشار یخ‌زده ۲ افتتاح می‌شوند. اقلام فروشگاه دیزنی علاوه بر وب سایت ShopDisney.com همچنین در Target.com نیز فروخته می‌شود.
فروشگاه انبار شخصیت‌های دیزنی برای فروش کالاهای مازاد و متوقف شده دیزنی پارکس به مدیر تصفیه دارایی مدیریت و فروش آن مجوز داده شد. انبار شخصیت‌ها فقط دارای چند مکان دائمی است در حالی که گاهی اوقات فروشگاه‌های موقتی نیز دارد. مدیریت دارایی و فروش متعلق به جانی و گری استامپ است.